# Youssouf Falikou Fofana
Youssouf Falikou Fofana (Divo, 26 luglio 1966) è un ex calciatore ivoriano, di ruolo centrocampista.

## Palmarès

### Club

#### Competizioni nazionali
- Coppa della Costa d'Avorio: 1

ASEC Mimosas: 1983
- Supercoppa francese: 1

Monaco: 1985
- Campionato francese: 1

Monaco: 1987-1988

#### Competizioni internazionali
- Coppa dei Campioni del Golfo: 1

Al-Nassr: 1996

### Nazionale
- Coppa d'Africa: 1

Senegal 1992